# Olga Zubarry
Olga Zubarriaín (Buenos Aires, 30 de octubre de 1929- Buenos Aires, 15 de diciembre de 2012), más conocida como Olga Zubarry, fue una actriz argentina de cine, teatro y televisión con más de 80 apariciones en filmes entre 1943 y 1997, cubriendo seis décadas del cine argentino.

## Biografía
Nacida Olga Zubarriaín, fue la menor de cuatro hermanas e hija de inmigrantes españoles. Su padre, Pedro Zubarriaín, fue un hombre vasco que había emigrado a Córdoba a los 14 años, donde conoció a la madre, Vicenta Banobio, quien a su vez era oriunda de Madrid. Al poco tiempo, la pareja se estableció en Buenos Aires, ciudad en la que Olga nacería en 1929. Su hermana mayor Josefina Zubarry, más conocida como "Pepy", alcanzó su rol actoral con la Compañía del genial Florencio Parravicini en una revista del Teatro Maipo, y su otra hermana María Zubarry lo hizo junto a Pepe Arias, mientras que la cuarta hermana, Josefa, fue profesora.
Olga Zubarry comenzó su carrera en los estudios Lumiton en 1943, apareciendo en Safo, historia de una pasión, junto a Mecha Ortiz y Roberto Escalada, y dirigida por Carlos Hugo Christensen, con quien luego filmaría varias películas. En 1944 actuó en La pequeña señora de Pérez junto a Mirtha Legrand y Juan Carlos Thorry.
Ascendió a la fama con una adaptación de la novela Frau Elsie de Arthur Schnitzler, la cual fue estrenada como El ángel desnudo en 1946. Se atribuye a Zubarry haber protagonizado el primer desnudo parcial en la historia del cine argentino en este film; sin embargo, de acuerdo a la propia actriz:

...ese desnudo no existió. En ese momento no podía haber un desnudo, primero porque yo era menor. ¡Qué juicios hubieran tenido que soportar los productores, los dueños del estudio! Yo tenía una malla color carne muy adherida adelante. Y la espalda maquillada para que fuera del mismo color que la malla. Fue un regalo. El libro se lo habían ofrecido a Mirtha Legrand. Y como dijo en un almuerzo al que me invitó: «Pensar que esa película la tendría que haber hecho yo».
Olga Zubarry

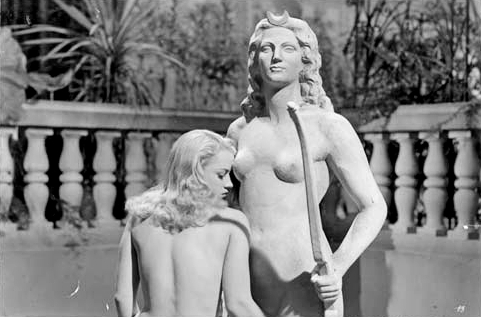
Fotografía promocional de la película El ángel desnudo.

Por su trabajo en El ángel desnudo fue premiada como «Revelación del año» por la Asociación de Cronistas Cinematográficos de la Argentina.

El problema es que los de Lumiton querían pagarme una miseria. En 1947, cuando yo todavía no había cumplido 18 años ―nací en 1929―, mis padres fueron varias veces a hablar con Guerrico. Se llegó a un acuerdo. Me pagarían mil pesos por película hasta que se terminara el contrato. Debo recordarle que para esa fecha, Zully Moreno y Mirtha Legrand andaban por los veinte mil, y que lo que me hicieron fue, de veras, explotación pura.
Olga Zubarry, entrevista del 9 de junio de 2012

Luego filmó en el exterior: en Paraguay protagonizó La sangre y la semilla, y en Venezuela filmó Yo quiero una mujer así, dirigida por Juan Carlos Thorry.
Zubarry se retiró en 1997, a los 68 años de edad, apenas se convirtió en abuela. Acababa de ganar un Premio Cóndor de Plata como actriz de reparto en la película Plaza de almas, estrenada ese mismo año.
Estuvo casada 46 años con Juan Carlos Gárate, presidente de Argentina Sono Film. Tenía dos hijas ―Mariana (que vive en Estados Unidos) y Valeria― y tres nietos: Federico, Facundo y Lucía.
Desde 1983 fue madrina de dos hogares MAMA (Mis Alumnos Más Amigos), una ONG caritativa ubicada en Villa Ballester (en el norte del Gran Buenos Aires), que trabaja con más de 50 chicos de la calle, donde viven, estudian, se capacitan y tienen salida laboral.
En 2009 brindó una de sus últimas entrevistas, en la que explicó su decisión de dejar la actuación más de una década atrás:

Hay que saber retirarse a tiempo. Yo no disfrutaría ahora [de la actuación]... Ahora invito a mis amigos a tomar el té a casa, escucho mucha radio, salgo cada tanto, recibo la visita de mi hija Valeria todos los días y recuerdo, recuerdo mucho.
Olga Zubarry

El 30 de octubre de 2012, día de su cumpleaños, fue internada en un sanatorio privado de la ciudad de Buenos Aires,
por un complicado cuadro de diabetes que sufría desde hace años. Falleció poco después, el 15 de diciembre de 2012, a los 83 años de edad.

## Homenajes
En la ciudad de San Jorge (provincia de Santa Fe), un cine lleva su nombre.

## Premios[9]
Recibió numerosos premios nacionales e internacionales.

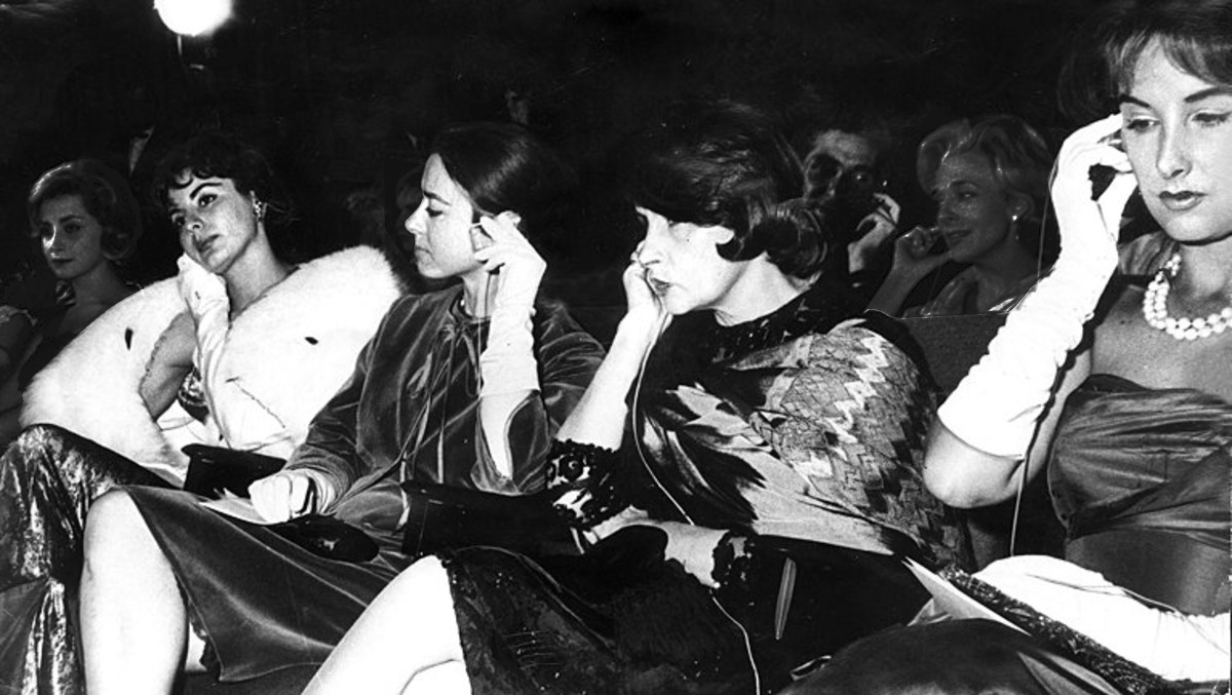
Fotografía de varias actrices argentinas premiadas en el Festival de Cine de Berlín (Alemania) de 1961. De izquierda a derecha: mujer desconocida, Isabel Sarli (con tapado blanco), Olga Zubarry, Tita Merello, actriz desconocida (atrás) y Mirtha Legrand. Publicada en el diario Clarín (Buenos Aires), sección Espectáculos, 16 de diciembre de 2012.

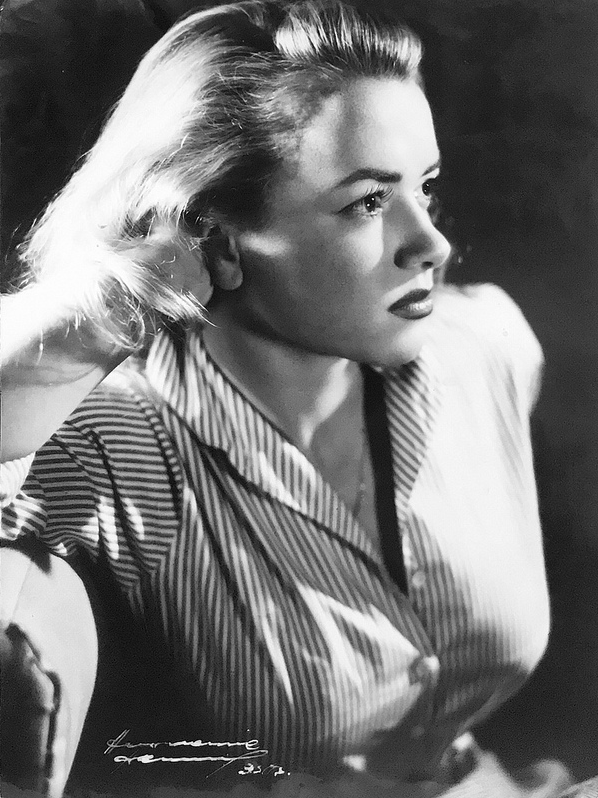
Olga Zubarry, c. 1950, por Annemarie Heinrich

- 1953: Premio de la Asociación Cronistas Cinematográficos como mejor actriz principal por El vampiro negro.
- 1955: Premio de la Asociación Cronistas Cinematográficos como mejor actriz principal por Marianela.
- 1961: Premio Hispanoamericano «Concha de Oro» del Festival San Sebastián por Hijo de hombre
- 1972: Premio APTRA como mejor actriz por Alta comedia
- 1983: Premio Santa Clara de Asís por El sillón de Rivadavia.
- 1988: Premio Protagonista por De fulanas y menganas.
- 1989: Premio Martín Fierro a la mejor actuación femenina, por De fulanas y menganas.
- 1991: Premio Konex a la mejor actriz dramática de radio y televisión.
- 1994: Premio Podestá a la Trayectoria.
- 1997: Premio Cóndor de Plata a la mejor actriz de reparto por la película Plaza de almas.
- 1998: Premio ACE a la mejor actriz del año, por Plaza de almas.

## Trabajos

### Cine[2][14]
- 1943: Safo, historia de una pasión, como el fantasma en la fiesta de Carnaval.
- 1943: Dieciséis años (no aparece en los créditos).
- 1944: La pequeña señora de Pérez.
- 1945: Las seis suegras de Barba Azul.
- 1946: El ángel desnudo, como Elsa Las Heras.
- 1946: No salgas esta noche.
- 1946: Adán y la serpiente.
- 1948: Los pulpos, como Mirtha.
- 1948: La muerte camina en la lluvia, como Lila Espinoza.
- 1949: Yo no elegí mi vida, como Alicia.
- 1950: Valentina, como Valentina González García.
- 1950: Abuso de confianza.
- 1951: Yo quiero una mujer así.
- 1951: El extraño caso del hombre y la bestia, como Lola.
- 1951: La comedia inmortal.
- 1951: ¡Qué hermanita!
- 1951: El honorable inquilino, como Ana María.
- 1952: El baldío.
- 1952: Ellos nos hicieron así.
- 1953: Mercado negro, como Laura.
- 1953: El vampiro negro, como Amalia/Rita.
- 1954: Sucedió en Buenos Aires, como Rosalía.
- 1954: Maleficio; también conocida como Tres citas con el destino.
- 1955: Concierto para una lágrima.
- 1955: La simuladora, como Marisa Rivera.
- 1955: Vida nocturna, como Susana, la 23.
- 1955: De noche también se duerme.
- 1955: Marianela, como Marianela.
- 1956: Pecadora.
- 1958: Los dioses ajenos.
- 1959: En la vía (inédita).
- 1959: La sangre y la semilla.
- 1959: El candidato.
- 1960: Todo el año es Navidad, como Esther (segmento "Una mujer").
- 1960: Las furias, como la amante.
- 1961: Hijo de hombre, dirigida por Lucas Demare, con Francisco Rabal, basada en la novela de Augusto Roa Bastos, Hijo de hombre.
- 1962: Misión 52 (inédita).
- 1962: A hierro muere, con Alberto de Mendoza, como Elisa
- 1964: Proceso a la conciencia o Proceso a la ley (inédita).
- 1965: Los guerrilleros, como Isabel.
- 1965: Ahorro y préstamo... para el amor.
- 1968: Amor y un poco más (inédita).
- 1968: Asalto a la ciudad, como la esposa de Nicolás
- 1969: Somos novios.
- 1969: Invasión, como Irene.
- 1970: El hombre del año.
- 1972: Mi hijo Ceferino Namuncurá.
- 1973: Si se calla el cantor.
- 1974: La Mary, como Claudia.
- 1974: Yo tengo fe.
- 1974: El encanto del amor prohibido o Sobre gustos y colores.
- 1975: El inquisidor de Lima o El inquisidor, como Amalia Sánchez Prado.
- 1975: Las procesadas, como Antonia.
- 1976: Los chicos crecen, como Susana Zapiola.
- 1977: La nueva cigarra.
- 1977: Crecer de golpe.
- 1978: Mi mujer no es mi señora, como la madre de María
- 1980: Desde el abismo.
- 1982: Los pasajeros del jardín, como Nélida.
- 1982: ¿Somos?, como la excéntrica.
- 1984: Los tigres de la memoria, como Beatriz.
- 1985: Contar hasta diez.
- 1985: Luna caliente, como Carmen Tennembaum
- 1986: En busca del brillante perdido.
- 1996: Luces de ayer (cortometraje).
- 1997: El ángel y el escritor (cortometraje).
- 1997: Plaza de almas.

### Televisión[14][9]
- 1970 aprox.: La comedia de la noche (ciclo de televisión), con el actor Raúl Rossi, dirigida por María Herminia Avellaneda, en Canal 13.[9]
- 1971: Narciso Ibáñez Menta presenta: "Un hombre extraño" (película de televisión, por Canal 9).
- 1971: Alta comedia, episodio "Todos eran mis hijos" (Canal 9).
- 1971: Alta comedia, episodio "Véndame su hijo" (Canal 9).
- 1971: Alta comedia, episodio "De carne somos" (Canal 9).
- 1972: Alta comedia, episodio "La sombra" (Canal 9).
- 1972: Alta comedia, episodio "Como tú me deseas" (Canal 9).
- 1972: Estación Retiro (Canal 9), como Andrea Adalguía
- 1973: Alta comedia, episodio "Panorama desde el puente" (Canal 9), como Beatrice
- 1973: Alta comedia, episodio "Cuando estemos casados" (Canal 9), como María
- 1973: ¡Qué vida de locos! (Canal 9), como Inés
- 1974: Alta comedia, episodio "El mar profundo y azul" (Canal 9).
- 1974: Alta comedia, episodio "Pasión en Mallorca" (Canal 9).
- 1974: Alta comedia, episodio "La casa de los siete balcones" (Canal 9).
- 1974: Alta comedia, episodio "De Bécquer con amor" (Canal 9).
- 1974: Alta comedia, episodio "Cartas de amor" (Canal 9).
- 1974: Alta comedia, episodio "Alfonsina" (Canal 9).
- 1974: Teatro para sonreír (Canal 11).
- 1974: Narciso Ibáñez Serrador presenta a Narciso Ibáñez Menta, episodio "La zarpa" (Canal 11), como Teresa
- 1974: Narciso Ibáñez Serrador presenta a Narciso Ibáñez Menta, episodio "El regreso" (Canal 11), como Teresa
- 1975: Tu rebelde ternura, serie de televisión (Canal 13).
- 1976: Mi querido Luis, Como: Alejandra (Canal 13).
- 1977: Aventura 77, miniserie de televisión (Canal 13).
- 1978: Nuestro encuentro (Canal 9).
- 1979: La posada del sol, serie de televisión (Canal 13), como Ángela Méndez
- 1979: El león y la rosa, serie de televisión (Canal 13), como Clara
- 1979: Propiedad horizontal, serie de televisión (Canal 9), como Mónica Dalton.
- 1980: Hombres en pugna, película de televisión.
- 1981: Los especiales de ATC (Hombres en pugna" (ATC).
- 1981: Laura mía (ATC), como Caridad.
- 1982: Nosotros y los miedos, serie de televisión, episodio "Miedo a los jóvenes" (Canal 9), como Antonia.
- 1982: Nosotros y los miedos, episodio "Miedo a recomenzar" (Canal 9), como Virginia.
- 1982: Nosotros y los miedos, episodio "Miedo a la traición" (Canal 9), como Haydée.
- 1982: Nosotros y los miedos, episodio "Miedo a asumir las responsabilidades" (Canal 9), como farmacéutica.
- 1982: Nosotros y los miedos, episodio "Miedo a la violencia" (Canal 9), como Teresa.
- 1982: Nosotros y los miedos, episodio "Miedo a la desilusión " (Canal 9), como Berta.
- 1982: Nosotros y los miedos, episodio "Miedo a las culpas" (Canal 9), como Graciela.
- 1982: Nosotros y los miedos, episodio "Miedo al abandono" (Canal 9), como Raquel.
- 1982: Nosotros y los miedos, episodio "Miedo a equivocarse" (Canal 9), como Isabel.
- 1982: Nosotros y los miedos, episodio "Miedo a la injusticia" (Canal 9), como Margarita.
- 1982: Nosotros y los miedos, episodio "Miedo a compartir" (Canal 9), como Elia.
- 1982: Nosotros y los miedos, episodio "Miedo al régimen" (Canal 9), como Isabel.
- 1982: Nosotros y los miedos, episodio "Miedo a afrontar" (Canal 9). como Elena.
- 1982: Nosotros y los miedos, episodio "Miedo a los demás" (Canal 9), como Lidia.
- 1982: Nosotros y los miedos, episodio "Miedo al análisis" (Canal 9), como Berta.
- 1982: Nosotros y los miedos, episodio "Miedo a la infidelidad" (Canal 9), como Inés.
- 1982: Nosotros y los miedos, episodio "Miedo al mundo" (Canal 9), como Irene.
- 1982: Nosotros y los miedos, episodio "Miedo a cumplir con el deber" (Canal 9), como madre de Fernando.
- 1982: Nosotros y los miedos, episodio "Miedo a dar" (Canal 9), como Rosario.
- 1982: Nosotros y los miedos, episodio "Miedo a decidir" (Canal 9), como Aída.
- 1982: Nosotros y los miedos, episodio "Miedo a la paz" (Canal 9), como Inés.
- 1982: Nosotros y los miedos, episodio "Miedo a ver" (Canal 9), como Esther.
- 1982: Nosotros y los miedos, episodio "Miedo a reintegrarse" (Canal 9), como Aída.
- 1982: Nosotros y los miedos, episodio "Miedo al cáncer" (Canal 9), como Sonia.
- 1983: Nosotros y los miedos, episodio "Miedo a la vejez" (Canal 9), como Amanda.
- 1983: Nosotros y los miedos, episodio "Miedo a la mediocridad" (Canal 9), como María.
- 1983: Nosotros y los miedos, episodio "Miedo a la realidad" (Canal 9), como Nieves.
- 1983: Nosotros y los miedos, episodio "Miedo a denunciar" (Canal 9), como Irene.
- 1983: El sillón de Rivadavia (ganadora del Premio Santa Clara de Asís en 1983).
- 1985: El puente de coral vivo (Canal 13).
- 1985: La única noche, serie de televisión (ATC).
- 1986: Navidad: variaciones sobre un mismo tema (ATC).
- 1986: Situación límite, episodio "Exámenes" (ATC).
- 1986: Soñar sin límite (ATC).
- 1987-1989: De fulanas y menganas (ATC).
- 1990-1991: Atreverse, serie de televisión (Telefé).
- 1991: Socorro, sobrinos (ATC).
- 1992: Amores
- 1992: El precio del poder (Canal 9).
- 1997: Hombre de mar (Canal 13)

### Teatro[14]
- 1945: Madame Trece

### Radioteatro[14]
- Tres almas de mujer (por LV6 Radio de Mendoza).